# Geocarpia

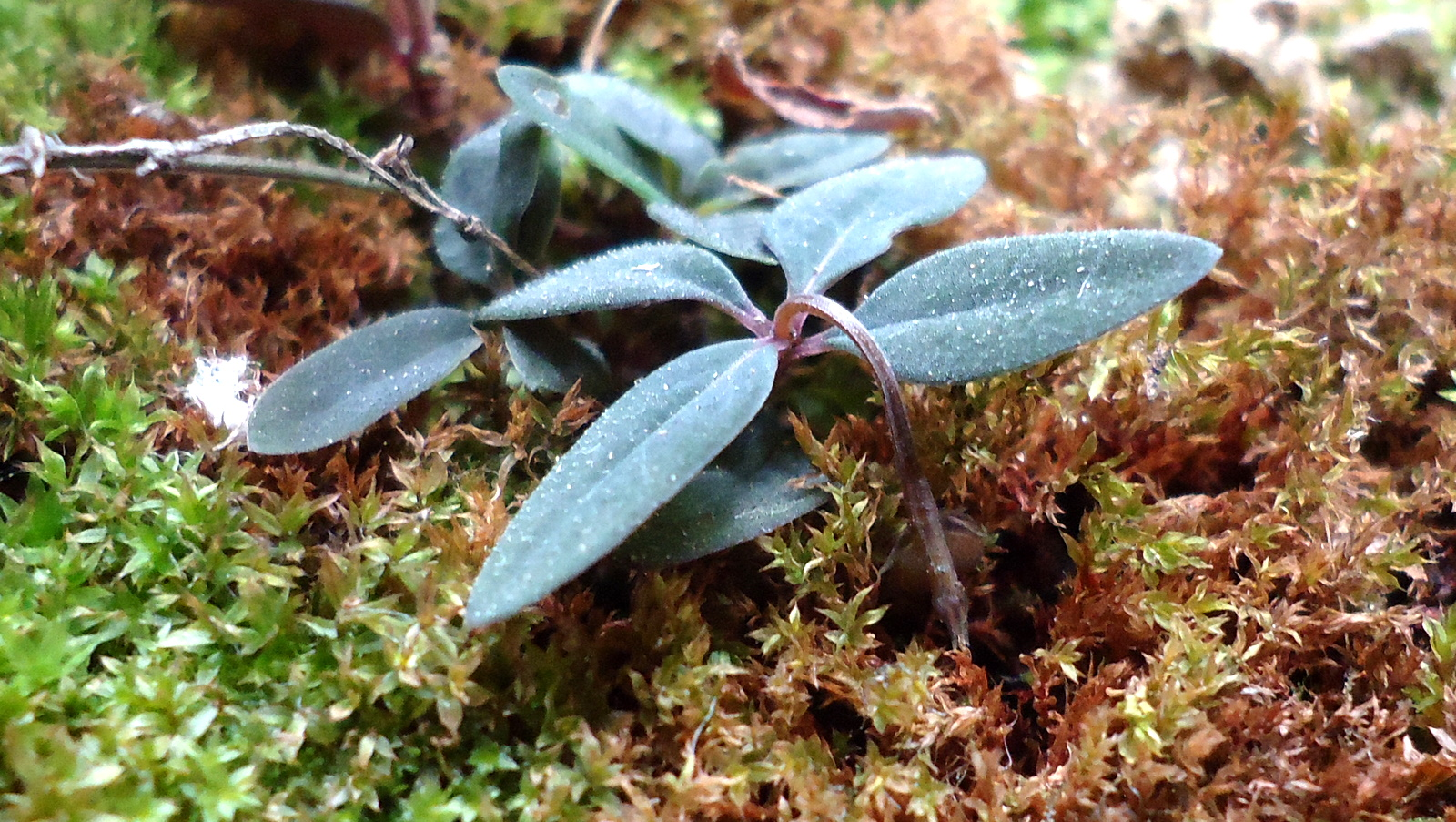
Geocarpia em Spigelia genuflexa

Geocarpia é um raro processo de frutificação, que evoluiu para garantir o sucesso da prole. Ocorre quando uma flor aérea, depois de ter sido fecundada, penetra a terra com a ajuda do ginóforo e produz o fruto dentro do solo. Também pode ocorrer que a própria flor seja subterrânea (protogeocarpia).
O fenômeno é mais frequente em áreas tropicais e semi-desérticas. e espécies geocárpicas podem ser encontradas nas famílias Araceae, Begoniaceae, Brassicaceae (Cruciferae), Callitrichaceae, Convolvulaceae, Cucurbitaceae, Fabaceae (Leguminosae), Loganiaceae, Moraceae e Rubiaceae.
O exemplo mais famoso é o amendoim, Arachis hypogaea, uma cultura oleaginosa importante, mas também muito usada diretamente como alimento. Em Portugal é cultivado sobretudo em Aljezur.